# Christian Gauze
Christian Gauze, né le 24 janvier 1956 à Casablanca et mort le 16 décembre 1993 à Brive-la-Gaillarde, est un karatéka français surtout connu pour avoir remporté l'épreuve de kumite individuel masculin dans la catégorie des moins de 75 kg aux championnats d'Europe de karaté 1978 organisés à Genève, en Suisse.

## Biographie
Christian Gauze remporte la médaille d'or en kumite individuel masculin dans la catégorie des moins de 75 kg aux championnats d'Europe de karaté 1978 organisés à Genève, en Suisse.
Il meurt d'un accident de moto à l'âge de 37 ans, le 16 décembre 1993 à Brive-la-Gaillarde,,.

## Résultats
| Résultat           | Date | Épreuve                   | Catégorie | Compétition                | Ville hôte                  |
| ------------------ | ---- | ------------------------- | --------- | -------------------------- | --------------------------- |
| Médaille d'argent  | 1977 | Kumite individuel - 75 kg | Seniors   | Championnats d'Europe 1977 | Paris, en France            |
| Médaille d'or      | 1978 | Kumite individuel - 75 kg | Seniors   | Championnats d'Europe 1978 | Genève, en Suisse           |
| Médaille de bronze | 1979 | Kumite individuel - 75 kg | Seniors   | Championnats d'Europe 1979 | Helsinki, en Finlande       |
| Médaille de bronze | 1981 | Kumite individuel - 75 kg | Seniors   | Jeux mondiaux de 1981      | Santa Clara, aux États-Unis |